# Trichoscelia
Trichoscelia  (лат.) — род хищных насекомых из семейства мантиспид отряда сетчатокрылых. Около 15 видов. Новый Свет: Северная, Центральная и Южная Америка. Встречаются от южной Мексики и далее на юг до Аргентины. От близких родов отличается базальным тарзомером протарзуса, имеющим ланцетовидный выступ и почти равными длиной и высотой пронотума. Крыло с вытянутым птеростигмальным пятном. Предбедренный суббазальный шипик отсутствует. Род был впервые выделен в 1852 году английским энтомологом Джоном Уэствудом (J. O. Westwood). Биология малоизучена. Имаго ассоциированы с осами рода Polybia (Polistinae), из гнёзд которых были выведены. Род включают в состав подсемейства Symphrasinae
.
- Trichoscelia anae Penny, [1983][5]
- Trichoscelia banksi Enderlein, 1910[6]
- Trichoscelia egella (Westwood, 1867)[7]
- Trichoscelia fenella (Westwood, 1852)[1]
- Trichoscelia iridella (Westwood, 1867)
- Trichoscelia latifascia McLachlan, [1867][8]
- Trichoscelia nassonovi (Navás, [1912])
  - =Symphrasis nassonovi Navás, [1912][9]
- Trichoscelia remipes (Gerstaecker, [1888])
- Trichoscelia santareni (Navás, 1914)
- Trichoscelia sequella (Westwood 1867)
- Trichoscelia tobari (Navás, 1914)
- Trichoscelia trifasciata (Stitz 1913)
- Trichoscelia varia (Walker, 1853)[10]